# NASDAQ MarketSite

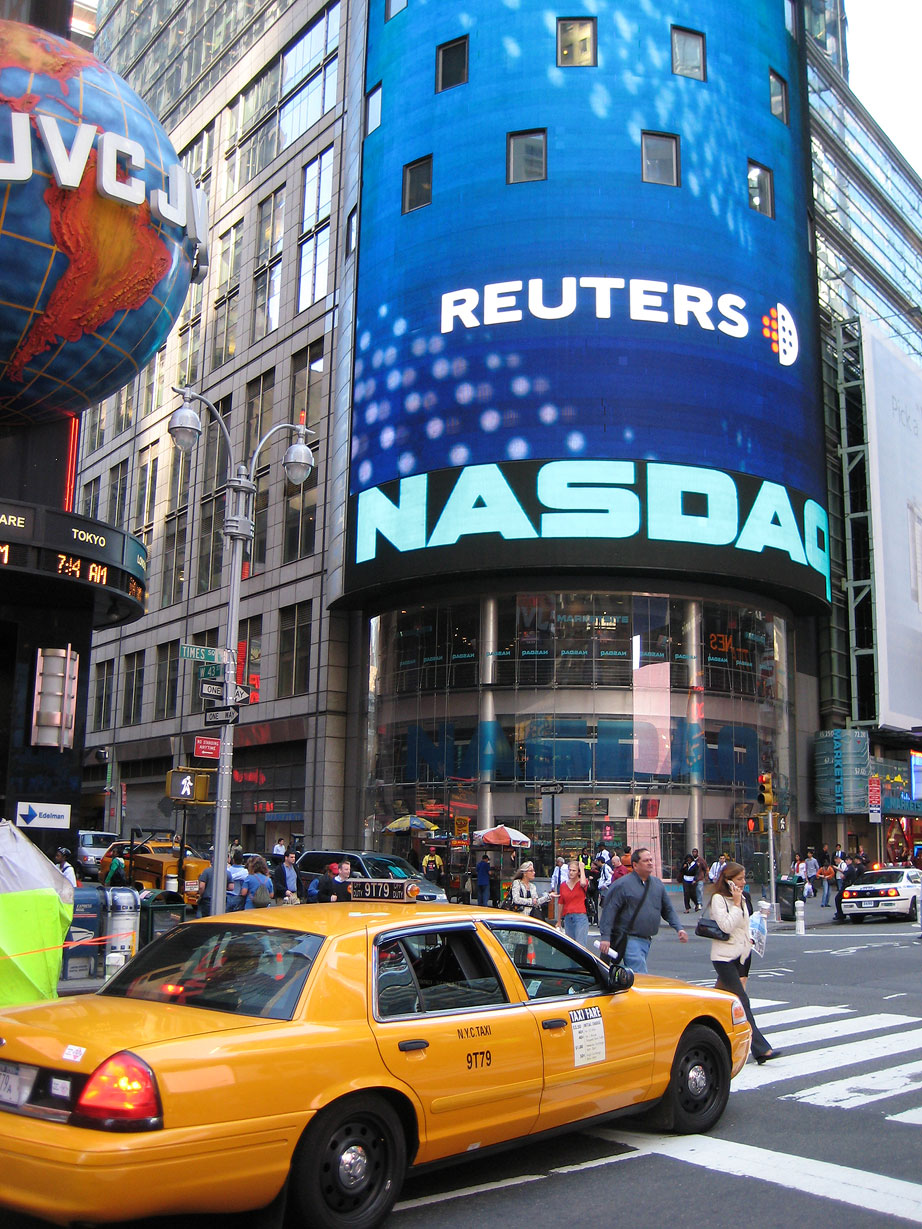
Площадка MarketSite в 2007 году

NASDAQ MarketSite — интерактивная панель и телевизионная студия биржи NASDAQ, расположенная на первых этажах небоскрёба Конде-Наст-билдинг на Таймс-сквер в Нью-Йорке.
У высокотехнологичной биржи NASDAQ отсутствует «офлайновый» торговый зал. Для того чтобы публично транслировать биржевые котировки, в декабре 1999 года была открыта площадка MarketSite.
Панель MarketSite занимает 8 этажей. Она состоит из 8 дисплеев общей площадью около 1000 м², имеющих в составе примерно 19 миллионов светодиодов. Обработка и синхронизация сигналов выполняется видеопроцессорами, по одному на каждый дисплей. Угол обзора панели составляет 170°. По состоянию на 2001 год она была самой большой LED-поверхностью в мире. Технологии, использованные в MarketSite, были запатентованы в 2006 году.
Панель управляется из студии, видимой с улицы. Из студии ведётся трансляция биржевых новостей. На панели отображаются данные о текущих биржевых котировках, актуальные биржевые новости, а также реклама.